# Аугусту-ди-Лима
Аугусту-ди-Лима (порт. Augusto de Lima) — муниципалитет в Бразилии, входит в штат Минас-Жерайс. Составная часть мезорегиона Центр штата Минас-Жерайс. Входит в экономико-статистический микрорегион Курвелу. Население составляет 4740 человек на 2006 год. Занимает площадь 1250,649 км². Плотность населения — 3,8 чел./км².

## История
Город основан 1 марта 1963 года.

## Статистика
- Валовой внутренний продукт на 2003 год составляет 20 718 116,00 реалов (данные: Бразильский институт географии и статистики).
- Валовой внутренний продукт на душу населения на 2003 год составляет 4200,75 реалов (данные: Бразильский институт географии и статистики).
- Индекс развития человеческого потенциала на 2000 год составляет 0,690 (данные: Программа развития ООН).